# 羽黒岩智一
羽黒岩 智一（はぐろいわ ともかず、1946年6月30日 - 2016年10月23日）は、宮崎県延岡市出身で立浪部屋に所属した大相撲力士。本名は戸田 智次郎（とだ ともじろう）。最高位は東小結（1973年5月場所）。
引退後は年寄・雷として後進の指導に努め、停年まで日本相撲協会に在籍していた。身長179cm、体重133kg。得意手は右四つ、寄り、押し。
本名の戸田を四股名としていた時期も長く、その当時に横綱・大鵬の連勝を45で止める金星を挙げているが、後に「誤審」であると大きな話題となった、このこともあって戸田 智次郎の名でも知られる。

## 来歴・人物
中学校在学中に立浪部屋へ入門し、1961年（昭和36年）5月場所に於いて、14歳で初土俵を踏んだ。同期生には後の関脇・藤ノ川、前頭・栃富士、同・若ノ海などがいた。
1965年（昭和40年）11月場所にて、19歳で十両昇進。1967年（昭和42年）1月場所に於いて20歳で入幕し、若手として期待された。突き押しや、右を差して寄る相撲を得意としていた。
ちなみに、宮崎県出身の幕内力士は、1843年（天保14年）11月場所に於いての三ツ鱗龍八以来124年ぶりのことだった。
はじめのころは幕内下位にいたが、1969年（昭和44年）1月場所では前頭7枚目で11勝4敗と大勝ちし、敢闘賞を受賞（結果的に、これが最初で最後の三賞受賞となった）。翌3月場所では前頭筆頭に躍進し、初めて上位陣と当たるこの場所に於いて横綱・大鵬幸喜の46連勝を阻止する大金星を挙げ、大きく脚光を浴びることとなった（後述）。翌5月場所でも柏戸から金星を奪っている。
その後1971年（昭和46年）1月場所から「羽黒岩」と改名、幕内上位で安定して活躍し、上位での勝ち越しも何度もあった。だが、結局、三役は小結1場所のみにとどまった。それでも、約10年にわたって幕内を維持した。貴ノ花との相性が良く、対戦成績は9勝3敗（貴ノ花が大関昇進後も1不戦勝を含めて4勝1敗）であった。
前頭9枚目にいた1977年（昭和52年）7月場所3日目、舛田山との対戦で頚部を負傷し、翌日より休場。そのため翌場所は十両に陥落し、以降は幕内に復帰できなかった。十両13枚目にいた1978年（昭和53年）1月場所は、7日目を終えて1勝6敗と振るわず、翌日に引退を表明。
引退後は日本相撲協会に残り、立浪部屋付きの年寄・雷（いかづち）として後進の指導に当たっていた。ただし、かつての雷が名乗った「権太夫」の下の名は先代の雷（元前頭3・宇多川）と同様に引き継がず、「雷 智次郎」と本名で停年まで通した。
大阪場所担当委員の時に入場券収入の一部を計上していなかった不祥事を起こし、1998年（平成10年）8月から2000年（平成12年）1月場所前まで平年寄への二階級降格処分を受けた。
2011年（平成23年）6月29日、停年（定年）を迎え、相撲協会を退職した。停年後から、人工透析を受けていた。2016年（平成28年）4月には心筋梗塞を発症して、3ヶ月間入院。その後は車いす生活を送っていた。大相撲中継は欠かさずに、テレビ観戦していたという。死去する前日の10月22日に「苦しい」と訴えて、集中治療室に緊急入室。
同年10月23日、腎不全のため宮崎県日南市内の病院で亡くなった。70歳没。
協会在職時から糖尿病との合併症などと闘っていたこともあり、通夜と葬儀・告別式で喪主を務める妻は「ずいぶん弱っていましたから。私としてはもう17年間、入退院を繰り返しているのを見てきた。最後はあまり苦しまなくて良かった」と話した。

## 大鵬の連勝を阻止
1969年（昭和44年）3月場所、円熟期を迎えていた横綱・大鵬は、その前の1月場所終了時に2場所連続全勝、通算連勝も彼自身の最高、また戦後最高でもある44まで伸ばしていた。それがどこまで伸びるかが場所前の焦点であった。
戸田と大鵬の取組は2日目に組まれた。戸田は立合いからぶちかまし、ノド輪攻めの後、両ハズで一気に土俵際まで大鵬を押し込んだ。当時大鵬の弱点として「序盤・平幕・押し相撲」ということが言われ、その3つすべてを持っていた戸田には、番狂わせが期待されていた。しかし大鵬も、回り込みながら叩くと、戸田の右足が一瞬土俵の外に出て、蛇の目の砂を掃いた。しかし次の瞬間、戸田は大鵬を押し出し、自らも土俵の下に突っ込んでいった。この取組を裁いていた立行司の22代式守伊之助は大鵬に軍配を上げたが、すぐに西溜勝負審判を務めていた千賀ノ浦（元大関・栃光）から物言いがついた。正面審判長の春日野（元横綱・栃錦）（審判部長）は「戸田の足が出た」と言ったが、他の4人の勝負審判全員がそれを見落としていたため、協議の結果、行司差し違えで戸田の勝ちとなり、大鵬の連勝は45で終わってしまった。戸田は大金星を挙げた。この一番がこたえたか、大鵬は体調を崩し3日後の5日目に急性肺炎を理由に休場してしまった。
ところが新聞やテレビの写真や映像には、戸田の右足が土俵を割った瞬間が捉えられていた。このことで「明らかな誤審だ」とする批判が大きく上がり、中には春日野審判部長ばかりか武蔵川理事長（元前頭筆頭・出羽ノ花）にまで責任を問う声もあった。この場所はほかにも9日目の大関・琴櫻と前頭2枚目・海乃山との対戦でも疑惑の判定があったため、場所後相撲協会は物言いがついた時の判定に、ビデオの映像を参考にすることを決めた（もっとも、導入の準備はかねてから行われていたようで、機材の準備もできていたが、3月場所は大阪で開催されるために機材を運ばなかっただけで、この場所もやろうと思えば可能だったという。そのために、間髪を容れず導入を決定したという印象を与える結果にもなった）。のちにマスコミ等は「世紀の大誤審」として大きく取り上げる事となる。それでも、この問題について大鵬は1度も不満を口にせず、むしろ誤審を招くような相撲をとった自分に責任があるとして、「ああいう相撲をとった自分が悪いんです」とだけ語っていた。
次の5月場所、戸田は4日目に横綱・柏戸と対戦した。この時ももつれた相撲になったが、ビデオの映像が参考にされて戸田は2つ目の金星を挙げることができた（これが最後の金星でもあった）。その意味で、ビデオによる判定に深くかかわった力士であった。

## エピソード
1974年（昭和49年）9月28日にホテルニューオータニで結婚式を挙げたが、式場で祝儀600万円を泥棒に全部盗まれた。
1969年（昭和44年）には、テイチクレコードより、『男が女にブルースを』（B面：『不知火ブルース』）を発売し、歌手デビューしている。

## 主な成績・記録
- 通算成績：626勝623敗35休　勝率.501
- 幕内成績：385勝427敗13休　勝率.474
- 現役在位：100場所
- 幕内在位：55場所
- 三役在位：1場所（小結1場所）[1]
- 三賞：1回
  - 敢闘賞：1回（1969年1月場所）
- 金星：2個（大鵬：1個（1969年3月場所2日目）、柏戸：1個（1969年5月場所4日目））

## 場所別成績
| | 一月場所 初場所（東京） | 三月場所 春場所（大阪） | 五月場所 夏場所（東京） | 七月場所 名古屋場所（愛知） | 九月場所 秋場所（東京） | 十一月場所 九州場所（福岡） |
| --- | ----------------------- | ----------------------- | ----------------------- | --------------------------- | ----------------------- | --------------------------- |
| 1961年 （昭和36年） | x                       | x                       | （前相撲）              | 東序ノ口33枚目 4–3          | 西序二段76枚目 5–2      | 西序二段11枚目 休場 0–0–7   |
| 1962年 （昭和37年） | 西序二段55枚目 5–2      | 東序二段23枚目 2–5      | 東序二段41枚目 6–1      | 東三段目75枚目 2–5          | 東序二段3枚目 4–3       | 東三段目80枚目 5–2          |
| 1963年 （昭和38年） | 東三段目49枚目 6–1      | 西三段目4枚目 2–5       | 東三段目27枚目 4–3      | 東三段目14枚目 4–3          | 西幕下95枚目 4–3        | 東幕下84枚目 5–2            |
| 1964年 （昭和39年） | 西幕下63枚目 4–3        | 西幕下57枚目 5–2        | 西幕下40枚目 4–3        | 西幕下27枚目 5–2            | 西幕下30枚目 3–4        | 東幕下35枚目 5–2            |
| 1965年 （昭和40年） | 東幕下23枚目 5–2        | 東幕下13枚目 4–3        | 西幕下8枚目 4–3         | 西幕下6枚目 5–2             | 東幕下2枚目 6–1         | 西十両17枚目 8–7            |
| 1966年 （昭和41年） | 西十両16枚目 8–7        | 東十両14枚目 8–7        | 西十両11枚目 8–7        | 東十両9枚目 8–7             | 西十両4枚目 8–7         | 西十両2枚目 11–4            |
| 1967年 （昭和42年） | 西前頭12枚目 6–9        | 西前頭15枚目 9–6        | 東前頭11枚目 7–8        | 東前頭11枚目 9–6            | 東前頭9枚目 6–9         | 西前頭10枚目 6–9            |
| 1968年 （昭和43年） | 西十両筆頭 9–6          | 東前頭11枚目 8–7        | 西前頭9枚目 6–9         | 東前頭11枚目 8–7            | 西前頭7枚目 7–8         | 西前頭10枚目 9–6            |
| 1969年 （昭和44年） | 東前頭7枚目 11–4 敢     | 東前頭筆頭 7–8 ★        | 西前頭2枚目 8–7 ★       | 西前頭筆頭 6–9              | 東前頭3枚目 7–8         | 西前頭3枚目 5–10            |
| 1970年 （昭和45年） | 東前頭8枚目 6–9         | 東前頭10枚目 8–7        | 西前頭7枚目 6–9         | 東前頭9枚目 9–6             | 西前頭2枚目 5–10        | 西前頭6枚目 7–8             |
| 1971年 （昭和46年） | 西前頭9枚目 10–5        | 東前頭2枚目 5–8–2       | 東前頭6枚目 7–8         | 東前頭9枚目 8–7             | 西前頭3枚目 6–9         | 東前頭6枚目 6–9             |
| 1972年 （昭和47年） | 東前頭8枚目 7–8         | 西前頭9枚目 7–8         | 東前頭11枚目 7–8        | 西前頭12枚目 8–7            | 東前頭11枚目 8–7        | 東前頭9枚目 10–5            |
| 1973年 （昭和48年） | 西前頭2枚目 7–8         | 東前頭3枚目 9–6         | 東小結 2–13             | 東前頭9枚目 8–7             | 西前頭6枚目 6–9         | 西前頭8枚目 6–9             |
| 1974年 （昭和49年） | 西前頭11枚目 8–7        | 東前頭10枚目 8–7        | 東前頭7枚目 8–7         | 西前頭2枚目 8–7             | 東前頭2枚目 4–11        | 西前頭9枚目 4–11            |
| 1975年 （昭和50年） | 西十両2枚目 6–9         | 東十両5枚目 5–10        | 東十両11枚目 10–5       | 西十両3枚目 7–8             | 東十両5枚目 7–8         | 東十両7枚目 8–7             |
| 1976年 （昭和51年） | 西十両3枚目 9–6         | 東十両筆頭 8–7          | 西前頭13枚目 8–7        | 西前頭10枚目 8–7            | 東前頭8枚目 6–9         | 東前頭10枚目 8–7            |
| 1977年 （昭和52年） | 東前頭7枚目 6–9         | 西前頭11枚目 9–6        | 東前頭6枚目 6–9         | 東前頭9枚目 1–3–11          | 東十両6枚目 休場 0–0–15 | 東十両6枚目 5–10            |
| 1978年 （昭和53年） | 西十両13枚目 引退 1–7–0 | x                       | x                       | x                           | x                       | x                           |
| 各欄の数字は、「勝ち-負け-休場」を示す。 優勝 引退 休場 十両 幕下 三賞：敢=敢闘賞、殊=殊勲賞、技=技能賞 その他：★=金星 番付階級：幕内 - 十両 - 幕下 - 三段目 - 序二段 - 序ノ口 幕内序列：横綱 - 大関 - 関脇 - 小結 - 前頭（「#数字」は各位内の序列） |                         |                         |                         |                             |                         |                             |

### 幕内対戦成績
| 青ノ里 | 4  | 5  | 青葉城 | 1  | 1    | 青葉山   | 1    | 0  | 朝岡   | 0    | 1    |  |  |  |
| 浅瀬川 | 6  | 3  | 朝登   | 3  | 4    | 嵐山     | 1    | 0  | 荒勢   | 2    | 3    |  |  |  |
| 巌虎   | 2  | 1  | 扇山   | 2  | 0    | 大位山   | 1    | 0  | 大潮   | 8    | 5(1) |  |  |  |
| 大錦   | 4  | 2  | 大ノ海 | 0  | 2    | 大鷲     | 3    | 5  | 魁輝   | 2    | 2    |  |  |  |
| 魁傑   | 4  | 3  | 魁罡   | 3  | 0    | 海乃山   | 4    | 4  | 開隆山 | 2    | 2    |  |  |  |
| 柏戸   | 1  | 1  | 和晃   | 2  | 1    | 金乃花   | 1    | 0  | 北瀬海 | 3    | 6    |  |  |  |
| 北の湖 | 2  | 5  | 北の花 | 1  | 3    | 北の富士 | 3(1) | 9  | 清國   | 4    | 11   |  |  |  |
| 麒麟児 | 0  | 2  | 蔵間   | 0  | 1    | 高鉄山   | 9    | 10 | 琴風   | 1    | 2    |  |  |  |
| 琴ヶ嶽 | 2  | 2  | 琴櫻   | 2  | 9(1) | 琴乃富士 | 0    | 2  | 小沼   | 1(1) | 0    |  |  |  |
| 金剛   | 6  | 6  | 安達   | 2  | 0    | 白田山   | 6    | 1  | 大旺   | 0    | 2    |  |  |  |
| 大峩   | 2  | 2  | 大麒麟 | 2  | 8    | 大豪     | 2    | 0  | 大受   | 3    | 10   |  |  |  |
| 大登   | 3  | 0  | 大鵬   | 1  | 6    | 大文字   | 2    | 1  | 大雄   | 15   | 6    |  |  |  |
| 大竜川 | 8  | 5  | 隆ノ里 | 1  | 0    | 貴ノ花   | 9(1) | 3  | 高見山 | 7    | 10   |  |  |  |
| 玉輝山 | 2  | 2  | 玉の海 | 0  | 7    | 玉ノ富士 | 0    | 2  | 千代櫻 | 2    | 2    |  |  |  |
| 鶴ヶ嶺 | 1  | 1  | 照櫻   | 2  | 0    | 天水山   | 2    | 0  | 天龍   | 2    | 5    |  |  |  |
| 時葉山 | 11 | 12 | 栃赤城 | 0  | 1    | 栃東     | 12   | 10 | 栃勇   | 5    | 4    |  |  |  |
| 栃王山 | 7  | 7  | 金城   | 1  | 1    | 栃富士   | 4    | 2  | 豊國   | 1    | 2    |  |  |  |
| 長谷川 | 5  | 8  | 花光   | 9  | 3    | 播竜山   | 1    | 1  | 廣川   | 1    | 3    |  |  |  |
| 福の花 | 8  | 10 | 富士櫻 | 1  | 6    | 富士錦   | 4    | 3  | 藤ノ川 | 6    | 4    |  |  |  |
| 二子岳 | 12 | 22 | 双津竜 | 2  | 3    | 前の山   | 5    | 9  | 増位山 | 7    | 9    |  |  |  |
| 舛田山 | 1  | 3  | 丸山   | 1  | 0    | 三重ノ海 | 4(1) | 10 | 禊鳳   | 3    | 4    |  |  |  |
| 明武谷 | 0  | 2  | 陸奥嵐 | 10 | 10   | 豊山     | 4    | 5  | 吉王山 | 6    | 3    |  |  |  |
| 吉の谷 | 4  | 1  | 義ノ花 | 9  | 5    | 琉王     | 8    | 10 | 龍虎   | 7    | 7    |  |  |  |
| 若獅子 | 3  | 5  | 若秩父 | 3  | 0    | 若天龍   | 4    | 2  | 若鳴門 | 2    | 1    |  |  |  |
| 若ノ海 | 5  | 8  | 若ノ國 | 1  | 2    | 若乃洲   | 1    | 0  | 若三杉 | 2    | 2    |  |  |  |
| 若二瀬 | 6  | 12 | 若吉葉 | 1  | 2    | 輪島     | 2    | 6  | 鷲羽山 | 3    | 0    |  |  |  |

## 改名歴

### 現役時代
- 戸田 智次郎（とだ ともじろう、1961年7月場所 - 1970年11月場所）
- 羽黒岩 智一（はぐろいわ ともかず、1971年1月場所 - 1973年7月場所）
- 羽黒岩 盟海（はぐろいわ ともみ、1973年9月場所 - 1978年1月場所）

### 年寄時代
- 雷 智次郎（いかづち ともじろう、1978年1月 - 2011年6月）